# Portail collaboratif
 (août 2024).
Si vous disposez d'ouvrages ou d'articles de référence ou si vous connaissez des sites web de qualité traitant du thème abordé ici, merci de compléter l'article en donnant les références utiles à sa vérifiabilité et en les liant à la section « Notes et références ».
Pour les articles homonymes, voir Portail (homonymie).
Un portail collaboratif est une plateforme interactive qui offre une porte d'entrée unique, personnalisée et sécurisée sur un large éventail de ressources numériques et de services, partagés par une communauté d’utilisateurs.
Le portail collaboratif repose[Comment ?] sur quatre piliers fonctionnels majeurs :
- Gestion de la connaissance : knowledge management, Enterprise Content Management
- Espace collaboratif métier : groupware, bureau virtuel, messagerie instantanée
- Plateforme communautaire : blog, wiki, logiciel de réseau social
- Publication : Web Content Management

## Éditeurs du marché
Beaucoup d'éditeurs se positionnent sur ce créneau de solution pour entreprise, comme :
- Archimed
- Alfresco
- eXo Platform
- IBM avec sa solution IBM Connections
- Liferay
- Microsoft avec sa solution SharePoint
- Teamlab